# Bătești, Timiș
Bătești este un sat ce aparține orașului Făget din județul Timiș, Banat, România. Are o populație de 503 locuitori (2002).

## Localizare
Băteștiul este un mic sat amplasat în estul județului Timiș, lângă orașul Făget, de care aparține. Distanța dintre cele două localități este de circa 2-3 km.

## Istorie
Urme despre existența acestei localități datează din secolul XVI, când aparținea de județul Hunedoara. Apare menționată într-un document din 1597 prin care Sigismund Bathory dona localitatea lui Ștefan Török. Din 1617 aparține de județul Timiș și prin donație aparține lui Stefan Bethlen. În hotarul satului a existat mai demult un al sat, Vădani. Biserica ortodoxă de lemn, monument istoric, a fost construită în jurul anului 1700. De-a lungul perioadei de ocupație austro-ungară a Banatului, s-a numit Battyest.

## Populația
Localitatea a fost din totdeauna locuită de români, creștini ortodocși. La ultimul recensământ, au fost înregistrați 503 locuitori, din care 499 români. De altfel populația satului din ultimul secol a oscilat foarte puțin în jurul cifrei de 500.

## Obiective turistice
- Biserica de lemn "Cuvioasa Paraschiva", monument istoric. Construită, conform tradiției, în sec. XVI, dar înnoită în sec.XVIII-XIX, biserica are plan dreptunghiular, absidă poligonală și un mic turn-clopotniță pe pronaos. Picturi murale din 1783.

## Personalități locale
- Diodor Nicoară (n. 2 septembrie 1942), dirijor.
- Ion Căliman (29 martie 1948), poet, senator.

## Imagini

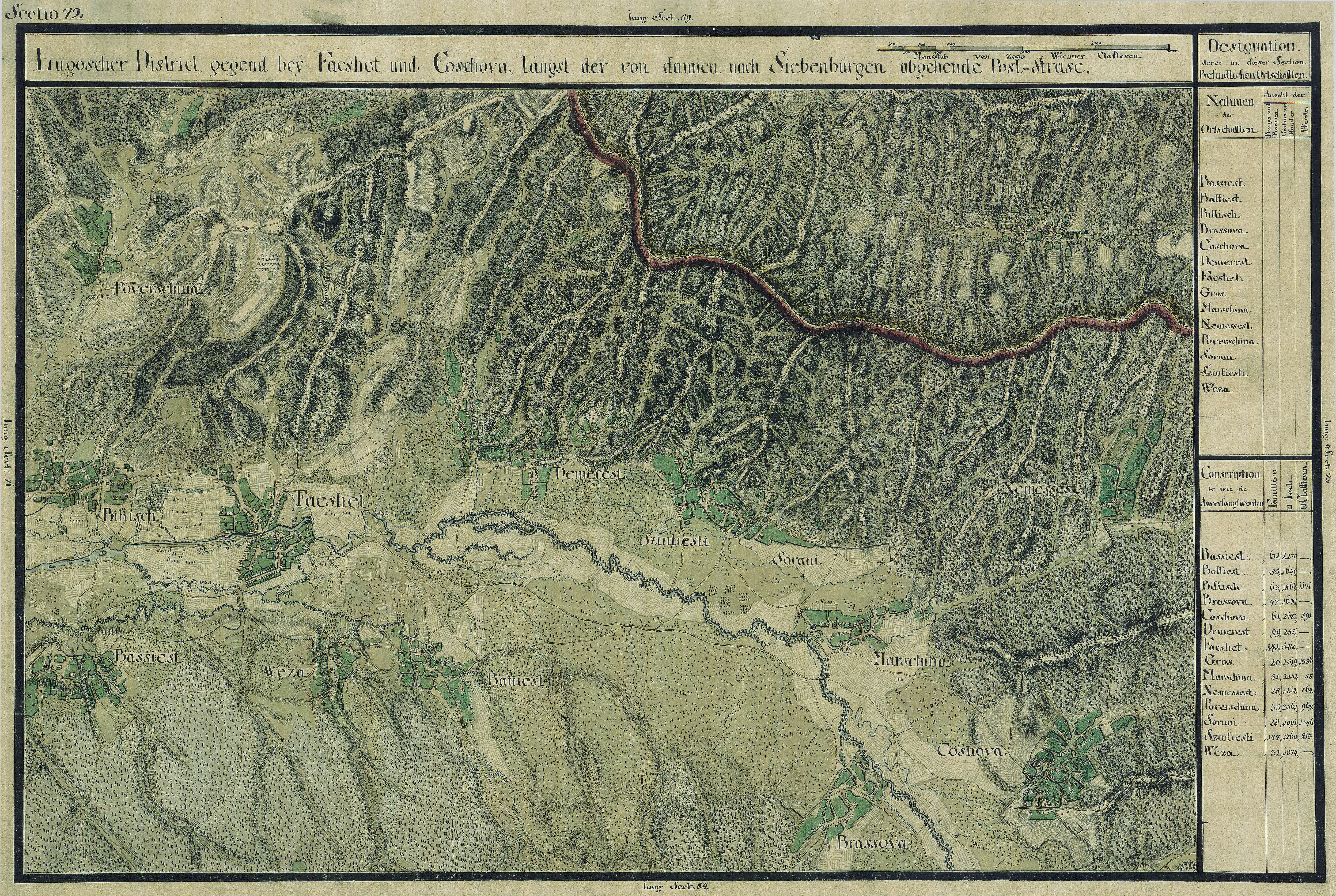
Băteşti în Harta Iosefină a Banatului, 1769-72
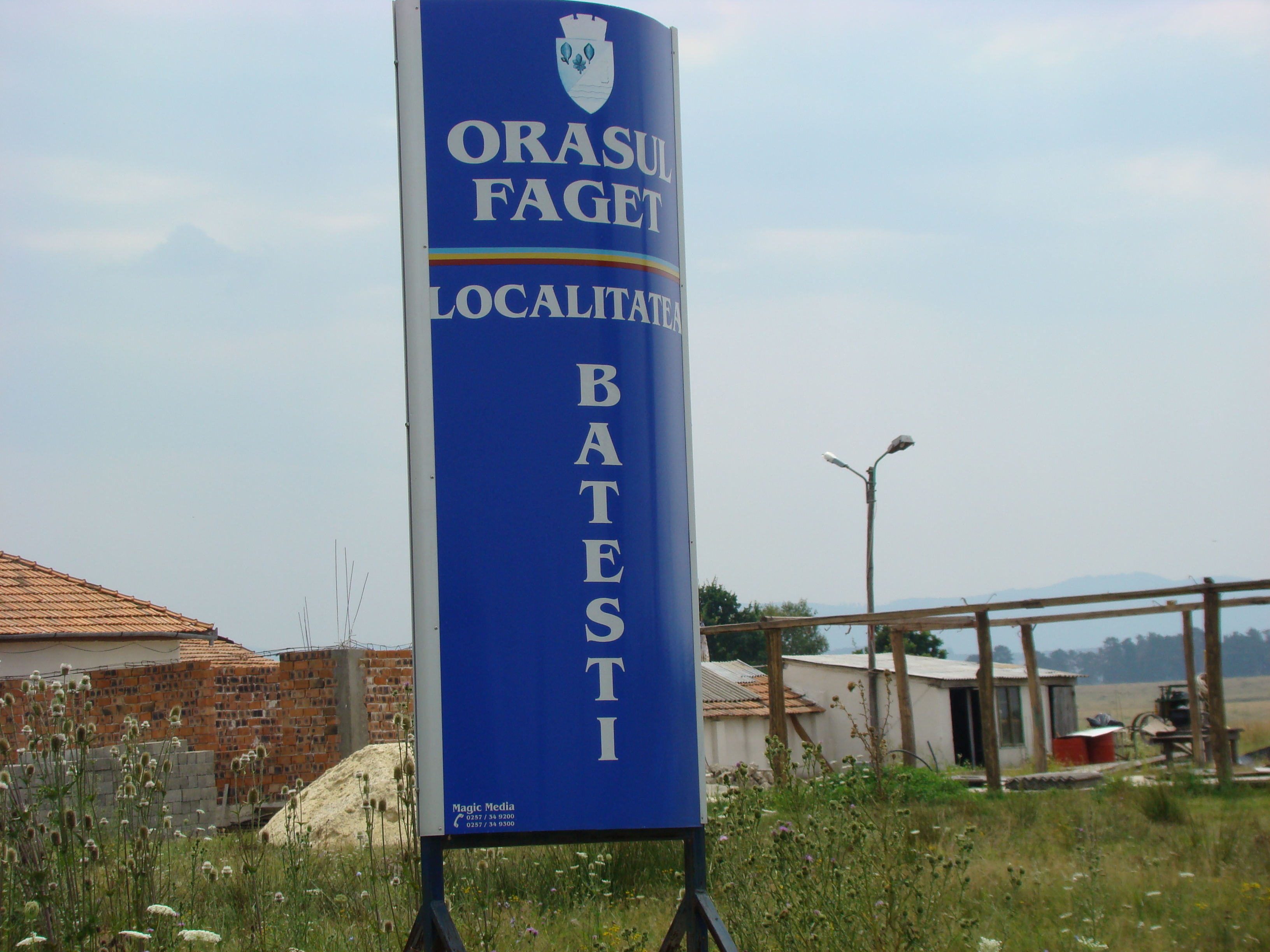
Intrarea în localitate
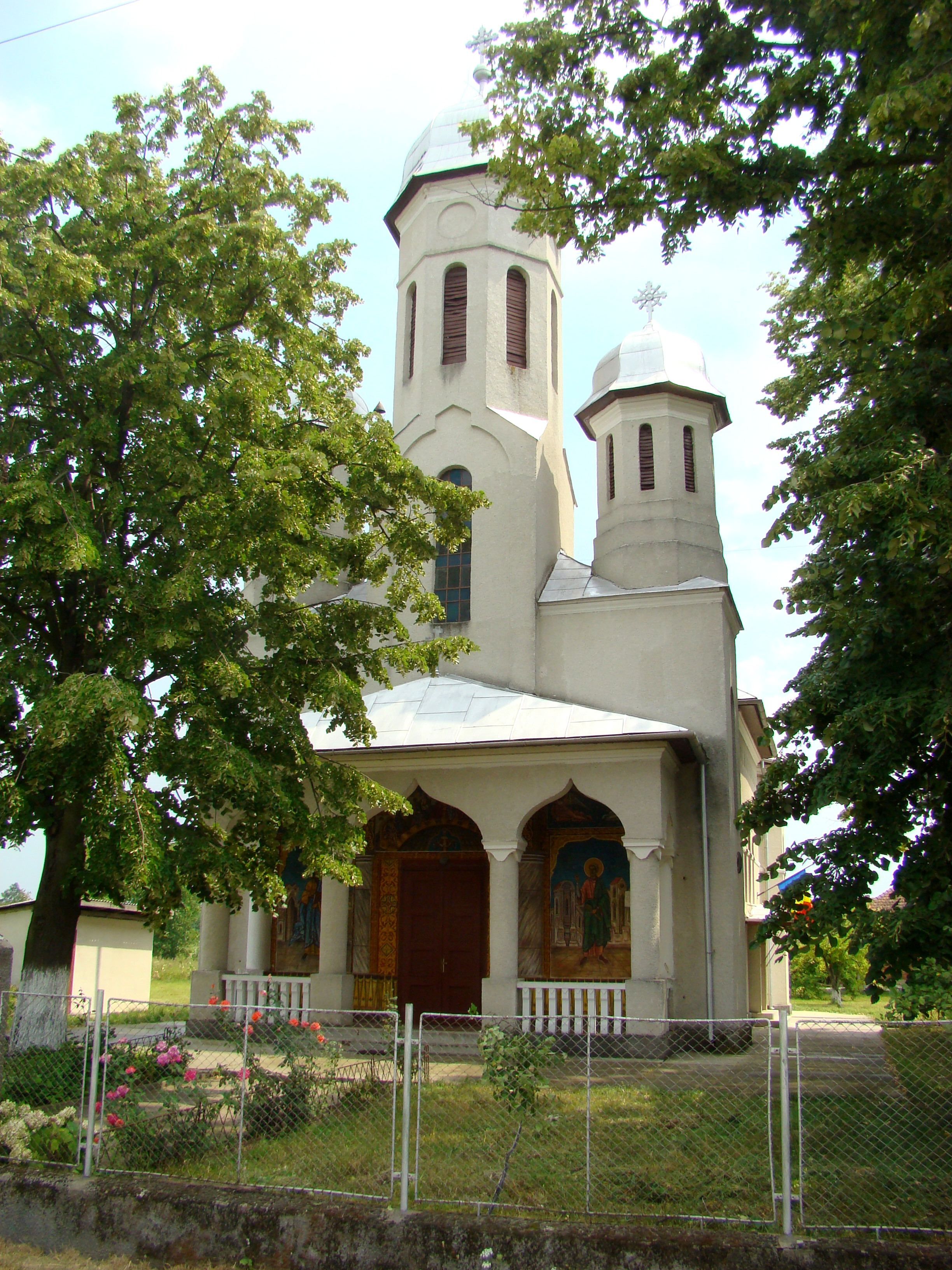
Biserica Pogorârea Sfântului Duh
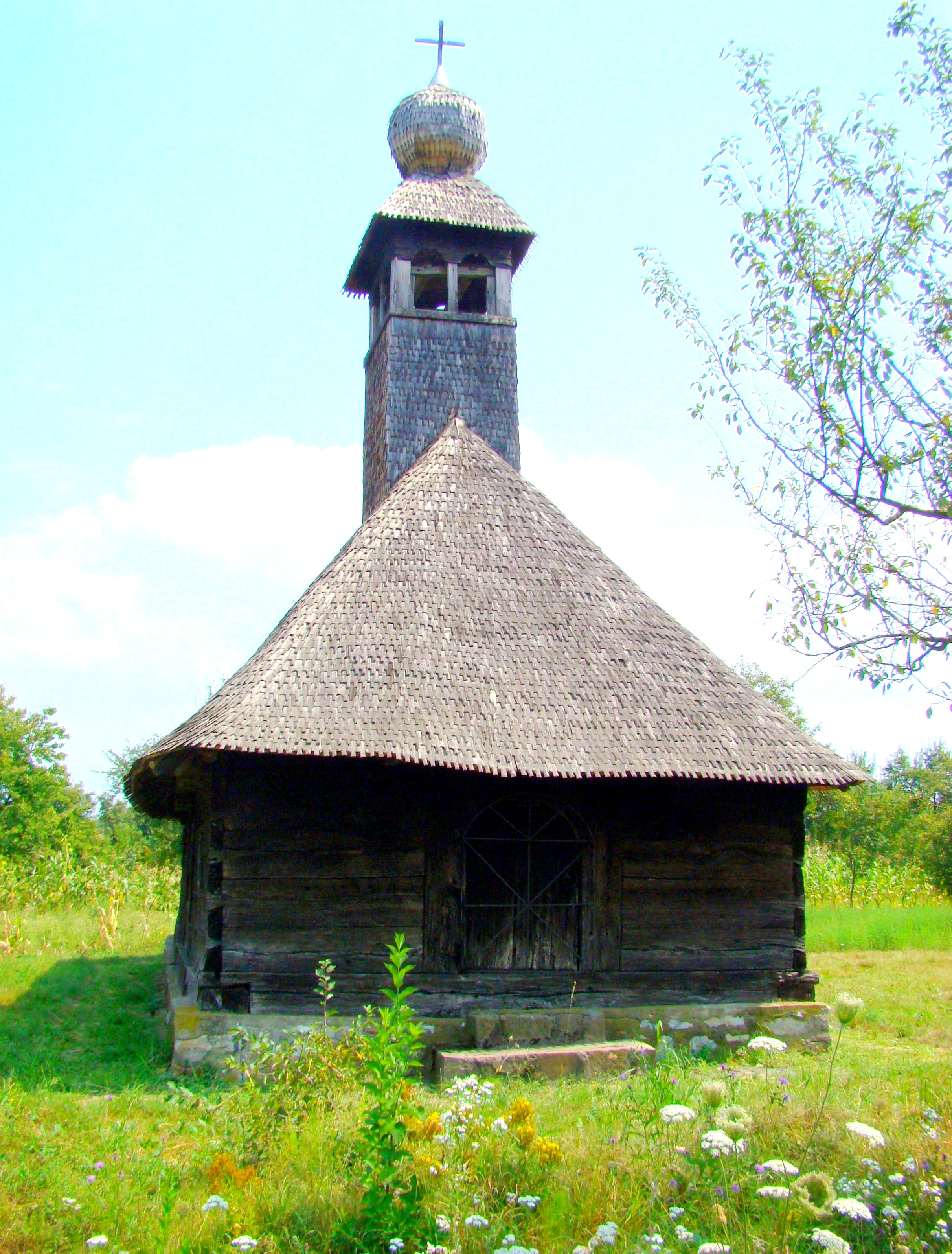
Biserica de lemn Cuvioasa Paraschiva (monument istoric)
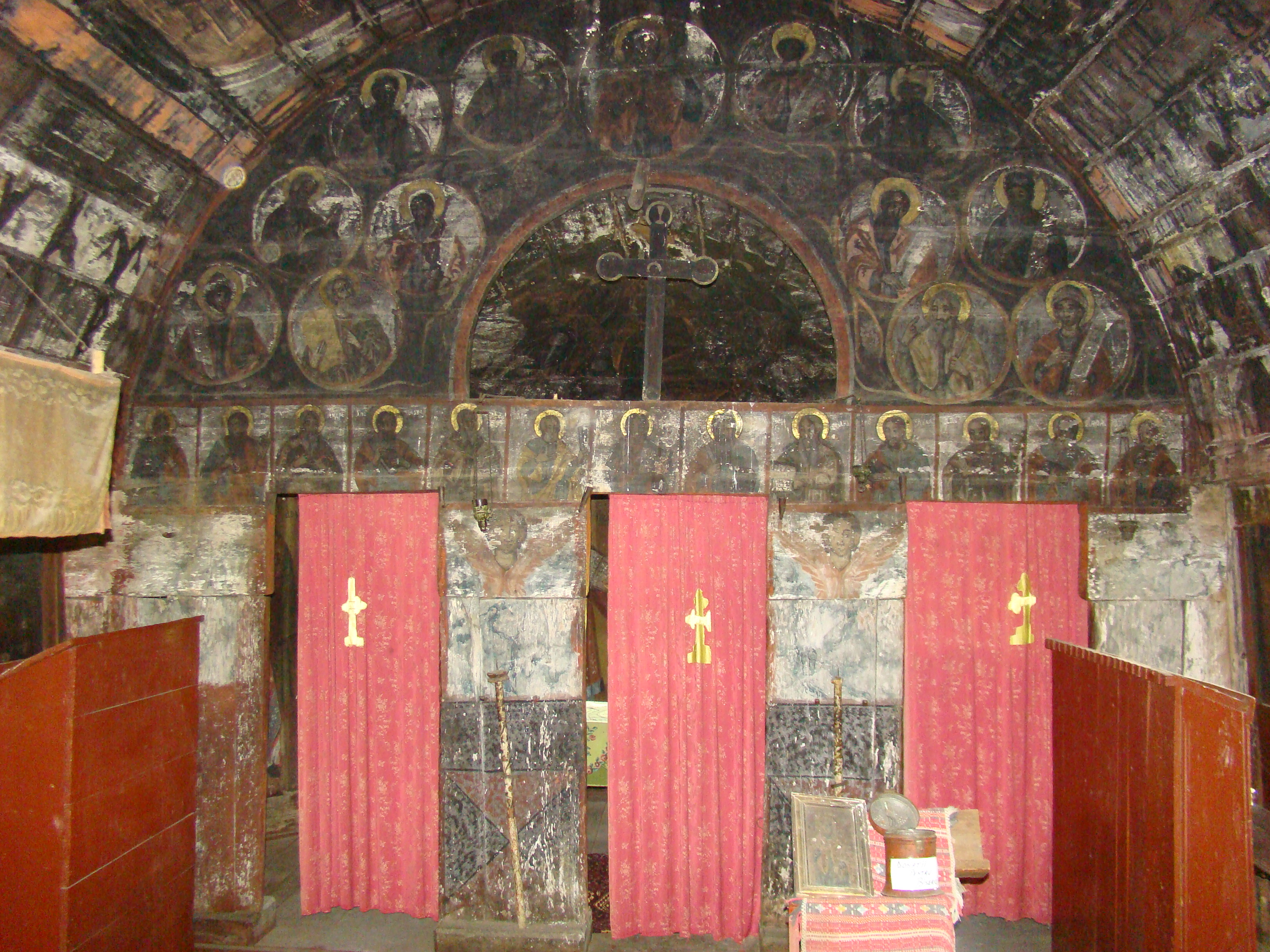
Biserica de lemn Cuvioasa Paraschiva (monument istoric)